# Eric Burdon
Eric Victor Burdon (Newcastle upon Tyne, 11 maggio 1941) è un cantante britannico. È noto per essere stato il leader degli Animals e, in seguito, del gruppo funk War, per poi condurre una carriera solista.
È stato inserito al 57º posto nella lista dei 100 migliori cantanti secondo Rolling Stone.

## Biografia
Nel 1962 Burdon si unì al gruppo Alan Price Rhythm and Blues Combo, fondato dal tastierista Alan Price, il quale cambiò il nome in The Animals, per via delle loro performance, selvagge per quei tempi. Il gruppo fu tra i rappresentanti della cosiddetta British invasion, assieme a Beatles, Who, Rolling Stones, The Dave Clark Five e Kinks.

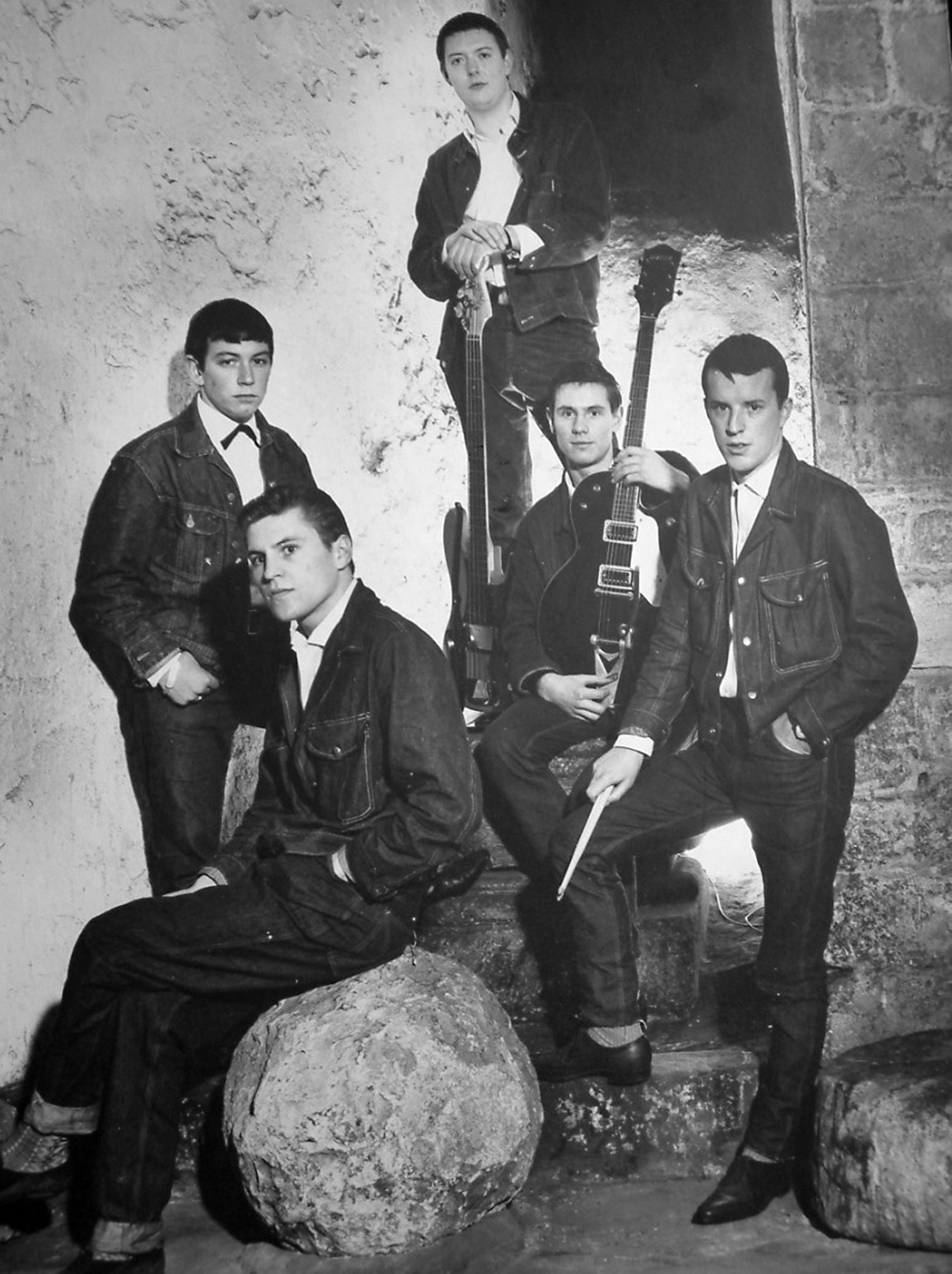
The Animals nel 1964

Gli Animals divennero noti soprattutto grazie al singolo The House of the Rising Sun, considerato una pietra miliare della storia della musica, e ad altri brani come I'm Crying, It's My Life, Don't Let Me Be Misunderstood e We've Gotta Get Out of This Place. La band si sciolse prematuramente nel 1966.
Poco dopo Burdon, assieme al batterista Barry Jenkins, formò un nuovo progetto chiamato Eric Burdon & The Animals (da altri chiamato "Eric Burdon and The New Animals") che rimase in attività fino al 1969, quando Eric si trasferì a San Francisco per formare i War (inizialmente denominati "Eric Burdon and War"), una formazione di estrazione multietnica dedita a una miscela tra funk, R&B, jazz e latin.
La band esordì con l'album Eric Burdon Declares "War", che contiene singoli come Tobacco Road e Spill the Wine. Durante una tournée, Burdon ebbe un attacco di asma e gli altri membri dovettero gestire le restanti tappe senza di lui.

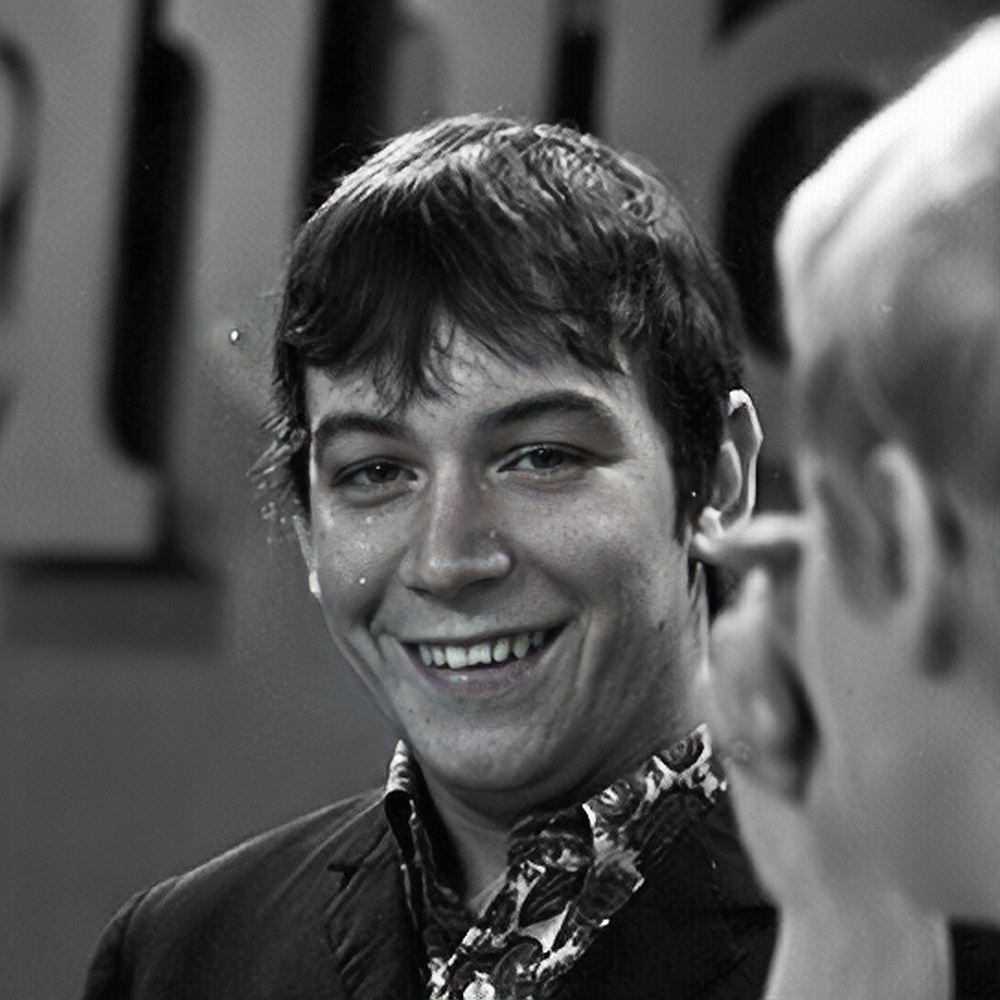
Eric Burdon intervistato da Judith Bosch al programma TV olandese Fanclub, il 13 gennaio 1967

Burdon lasciò i War per collaborare con il cantante blues Jimmy Witherspoon, incidendo l'album Guilty! (1971) e intraprendendo una carriera solista con la creazione di una band autoreferenziale, la Eric Burdon Band, che pubblicò Sun Secrets (1974) e Stop (1975). Nel 1975 si riunì momentaneamente con gli Animals pubblicando un nuovo disco, Before We Were So Rudely Interrupted (1977).
Nel 1990 Burdon incise la canzone No Man's Land insieme a Tony Carey e Anne Haigis. Nel 1994 Eric e gli altri componenti degli Animals vennero inseriti nella Rock and Roll Hall of Fame.
Accanto alla sua carriera musicale, Burdon ha partecipato saltuariamente ad alcune pellicole cinematografiche, ad esempio nel film The Doors, ove fa una breve apparizione nel ruolo di un manager. Burdon ha dichiarato di aver partecipato al film poiché da giovane era stato grande amico di Jim Morrison.

## Vita privata
Si è sposato tre volte: la terza e attuale moglie è la greca Marianna Proestou. Dal secondo matrimonio è invece nata la sua unica figlia Alex.
Eric Burdon era un buon amico di John Lennon, che lo menzionò anche in una delle sue canzoni con i Beatles I Am the Walrus (1967), in cui Burdon è chiamato "Eggman", "l'uomo delle uova". Burdon ha raccontato:

## Discografia

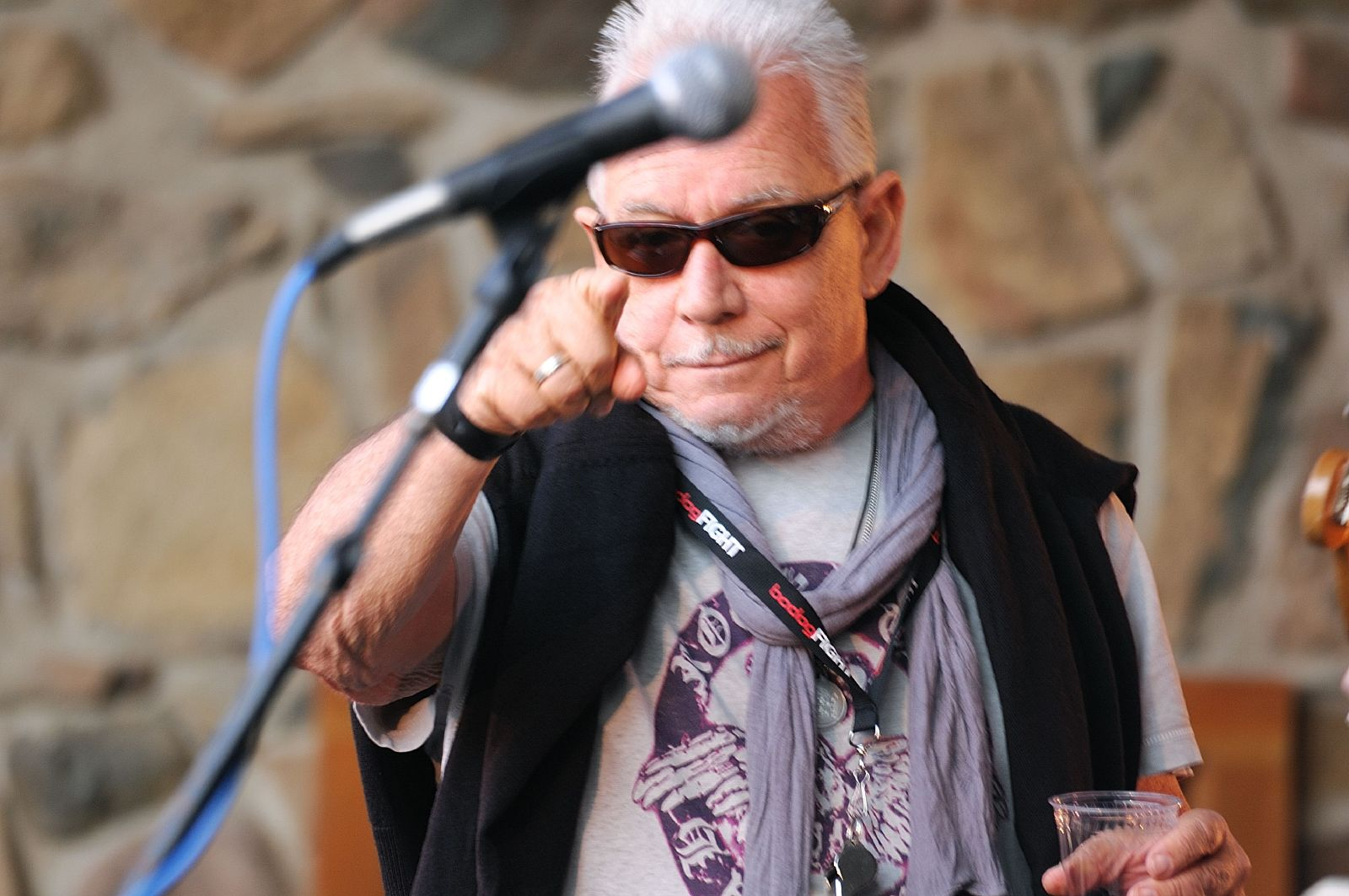
Eric Burdon nel 2008

### Eric Burdon & War
- 1970 – Eric Burdon Declares "War"
- 1970 – The Black-Man's Burdon
- 1976 – Love Is All Around

### Eric Burdon & Jimmy Witherspoon
- 1971 – Guilty!

### The Eric Burdon Band
- 1974 – Sun Secrets
- 1975 – Stop
- 1982 – Comeback

### Eric Burdon
- 1977 – Survivor
- 1980 – Darkness Darkness
- 1980 – The Last Drive
- 1983 – Power Company
- 1988 – I Used to Be an Animal
- 1995 – Lost Within the Halls of Fame
- 2004 – My Secret Life
- 2006 – Soul of a Man
- 2008 – Mirage
- 2012 – Eric Burdon & The Greenhornes[11]
- 2013 – 'Til Your River Runs Dry

## Filmografia

### Attore
- All My Loving, regia di Tony Palmer (1968) - documentario
- Ritorno dall'inferno (Comeback), regia di Christel Buschmann (1982)
- The Doors, regia di Oliver Stone (1991)

## Opere letterarie
- Eric Burdon e J.Marshall Craig, Don't Let Me Be Misunderstood, New York, Thunder's Mouth Press, 2001.